# 295841 Gorbulin
295841 Gorbulin este o planetă minoră (asteroid), cu un diametru de 2,721 km, din centura de asteroizi. A fost descoperită pe 7 noiembrie 2008 la Andrușivska astronomicina observatoria⁠(d) de Andrușivska astronomicina observatoria⁠(d). 
Obiectul prezintă o orbită caracterizată de o semiaxă mare de 2,7378570635867 UAi, o excentricitate de 0,19667113148162, o înclinație de 8,8932995578979 ° în raport cu ecliptica.